# رحیم رضازاده ملک
رحیم رضازاده ملک (۱۷ مهر ۱۳۱۹ خورشیدی در مراغه - ۲۲ تیر ۱۳۸۹ خورشیدی در تهران) استاد و پژوهشگر در تقویم و تاریخ و فرهنگ معاصر ایران بود.

## زندگی
رحیم رضازاده ملک در روز ۱۷ مهر ۱۳۱۹ خورشیدی در شهرستان مراغه از استان آذربایجان شرقی به دنیا آمد. او تحصیلات ابتدایی و متوسطه را در تهران گذراند.
تحصیلات دانشگاهی خود را تا مرحله کارشناسی ارشد امور مالی و حسابداری در دانشکده صنعت نفت و دانشگاه تهران به پایان رساند. سپس به آمریکا رفت و تخصص خود را در مدیریت مالی و اقتصادسنجی تا اخذ درجه دکترا ادامه داد.
دکتر رضازاده ملک پس از بازگشت به ایران در «مدرسه عالی بازرگانی» به تدریس رشته‌های حسابداری و حسابرسی مشغول شد و به عنوان کارشناس مسائل مالیاتی و کارشناس رسمی دادگستری در امور مالی، حسابداری، سهام و سهم الشرکه نیز به کار پرداخت.

## پژوهش در نهضت مشروطه
دکتر رضازاده ملک، بنا به علاقه و استعداد شخصی در پژوهش و تحقیق، آثاری متعدد و متنوع در زمینه تاریخ و فرهنگ و ادب ایران به یادگار گذاشته‌است. از پژوهش‌های وی در عرصه تاریخ دوران متأخر قاجار و جنبش مشروطه، به ویژه کتاب او با عنوان «حیدرخان عمواوغلی، چکیده انقلاب» معروفیت فراوان دارد. در این کتاب که در سال ۱۳۵۳ منتشر شد، دلبستگی نویسنده به اندیشه‌ها و آرمان چپ آشکار است.
کتاب‌های «سوسمارالدوله»، «تاریخ روابط ایران و ممالک متحده آمریکا»، «انقلاب مشروطه ایران بر اساس اسناد بریتانیا» و «ایران و ایرانیان» از جمله آثار وی   در عرصه تاریخ معاصر ایران هستند.
رضازاده ملک به زبان فارسی و میراث ادبی ایران نیز عشق می‌ورزید و در این عرصه نیز چندین اثر پژوهشی منتشر کرده‌است.
رضازاده ملک به علوم عقلی در دوره‌های گذشته توجه داشت و آثاری در این عرصه پدید آورده‌است. برای نمونه می‌توان از تحقیقات گسترده او درباره عمرخیام نام برد. او رسالات علمی شاعر و ریاضی‌دان ایرانی را در چند کتاب معرفی کرده‌است: «دانشنامه خیامی»، «دو رساله فلسفی از عمر خیام»، «عمر خیام»، «قافله‌سالار دانش» و... در همین حوزه باید از پژوهش‌های دکتر رحیم رضازاده ملک درباره نجوم و تقویم و گاهشماری نام برد.
رضازاده ملک در رشته اقتصاد تحصیل کرده بود، اما شهرت و اعتبار او به خاطر مطالعاتش در زمینه تاریخ معاصر و آثار تحقیقی او در مسائل فرهنگی است. دکتر رحیم رضازاده ملک تا واپسین روزهای زندگی هم در تخصص علمی خود در امور مالی ادامه داد و هم در دلبستگی فراوان خود به مقولات تاریخی و فرهنگی.

## نوشته ها

### در زمینه تقویم و گاهشماری
- زیج ملک (استخراج و تطبیق تقویم‌ها)، تهران، نشر گلاب، ۱۳۸۰ش. ۲۰۸ص.، جدول، نمونه. (ISBN 964-93538-2-8)
- در معرفت تقویم (استخراج و تطبیق تقویم‌ها، جشن‌های طلب برکت و خوشی و سعادت)، تهران، نشر گلاب، ۱۳۸۱ش.
- گاهشماری (همراه با جدول تطبیق دوهزارساله تقویم‌های هجری قمری، هجری شمسی، میلادی، ژولین و گریگوری)، تهران، دانشگاه پیام نور، ۱۳۸۳ش.
- پژوهش تقویم‌های ایرانی (استخراج و تطبیق تقویم‌های خراجی، مجوس، معتضدی، خانی؛ توّهم‌زدایی در مورد تقویم به‌اصطلاح جلالی و نسبت آن به خیّام)، تهران، نشر گلاب، ۱۳۸۳ش. ۲۴۸ ص.، مصوّر، جدول، نمونه. (ISBN 964-8394-03-2)
- ابواب منتخب از زیج مفرد، تهران، ضمیمهٔ آیینه میراث، ۱۳۸۵ش.
- ۱۷ مقالهٔ تألیفی در نشریات علمی و پژوهشی مانند «نامه انجمن» (نشریهٔ انجمن آثار و مفاخر فرهنگی) و «آینه میراث» (نشریهٔ مرکز پژوهشی میراث مکتوب):
  - آغاز و انجام شهریاری
  - گاوبارگان در طبرستان
  - طول مدّت زمان یک سال اعتدالی
  - قمر در عقرب
  - لحظه‌های تحویل سال اعتدالی
  - بختنصر و تاریخ بختنصری
  - تقویم معتضدی
  - گاهنبارها
  - تاریخ دقیق آغاز و انجام حکومت اشکانیان در ایران
  - زیج ملک‌شاهی؟ زیج خیام؟ هیچکدام!
  - تاریخ دقیق تأسیس حکومت ساسانیان در ایران
  - پنجک مس ترفتگ
  - تاریخ جمالی
  - تقویم هجری خورشیدی
  - تقویم و تقویم‌نگاری در تاریخ
  - تقویم مازندرانی
  - یادداشت‌هایی دربارهٔ گاهشماری سنّتی ساحل‌نشینان کرانه‌های جنوبی دریای مازندران

### در زمینه خیام شناسی
- دانشنامه‌خیامی (مجموعه رسائل علمی و فلسفی و ادبی عمربن ابراهیم خیامی) (انتشارات صدای معاصر) (علم و هنر) ۱۳۷۷
- دو رساله فلسفی (نشر گلاب)
- عمر خیام قافله‌سالار دانش (انتشارات صدای معاصر)
- ترانه‌های خیام، گوهر اندیشه جوهر فلسفه (نشر ویدا)

### در زمینه تاریخ
- تاریخ روابط ایران و ممالک متحده آمریکا (انتشارات طهوری) ۱۳۵۰
- انقلاب مشروطه ایران بر اساس اسناد بریتانیا (کتاب آبی) (انتشارات معین و مازیار)
- حیدرخان عمواوغلی، چکیده انقلاب (انتشارات دنیا) ۱۳۵۲
- ایران و ایرانیان (نشر گلبانگ)
- سوسمارالدوله (انتشارات دنیا) ۱۳۵۴

### در زمینه زبان و ادب فارسی
- املای فارسی
- گویش آذری (متن و ترجمه و واژه‌نامه رساله روحی انارجانی) (انجمن فرهنگی ایران باستان) ۱۳۵۲
- بلور کلام فردوسی (انتشارات فکر روز و کلبه)
- هوای تازه (نشر گلاب)
- تبین و تدوین قواعد املای فارسی (نشر گلاب)
- شاهنامه، شاهِ نامه‌ها (انتشارات طهوری) ۱۳۹۳

### تصحیح‌ها
- دبستان مذاهب (تصیح متن و تعلیقات)، (انتشارات طهوری) ۱۳۶۲
- توضیح و تحلیل زین‌ُالاخبار
- مزدکنامه
- «تنکلوشا» (از مولفی ناشناخته) به انضمام مدخل منظوم (از عبدالجبار خجندی سروده سال ۶۱۶ ه‍. ق)، (مرکز نشر میراث مکتوب) ۱۳۸۴

از آثار رحیم رضازاده ملک، به زودی کتاب «گیهان شناخت» توسط انتشارات طهوری چاپ و منتشر خواهد شد.
در حال حاضر آثار متعدد دیگری نیز از وی در دست آماده سازی و انتشار است.